# Матино (Италия)
Матино (итал. Matino) — коммуна в Италии, располагается в регионе Апулия, в провинции Лечче.
Население составляет 13 615 человек (2008 г.), плотность населения составляет 525 чел./км². Занимает площадь 26 км². Почтовый индекс — 73046. Телефонный код — 0833.
Покровителем коммуны почитается святой Георгий, празднование 23 апреля.

## Демография
Динамика населения:

## Администрация коммуны
- Официальный сайт: http://www.comune.matino.le.it/